# Sepp Hohenleitner
Sepp Hohenleitner, född 15 november 1931 i Partenkirchen i Bayern, är en tysk tidigare backhoppare.

## Karriär
Sepp Hohenleitner startade sin internationella backhoppningskarriär i skidflygningsveckan i Oberstdorf 1950. tysk-österrikiska backhopparveckan startade 1953 och Hohenleitner hoppade i allra första tävlingen, på hemmaplan i Partenkirchen 1 januari 1953. Hohenleitner blev nummer 7 i den historiska tävlingen som vanns av Asgeir Dølplads från Norge. Hohenleitner blev nummer 9 i andra tävlingen, i Oberstdorf, nummer 5 i Innsbruck och slutligen nummer 14 i Bischofshofen. Sammanlagt blev Hohenleitner nummer 7, vilket blev hans bästa sammanlagtresultat i backopparveckan. Sepp Bradl från Österrike vann den första backhopparveckan före norrmännen Halvor Næs och Asgeir Dølplads. Sepp Hohenleitner tävlade fem säsonger i backhopparveckan. Under säsongen 1954/1955 blev Sepp Hohenleitner nummer 7 i öppningstävlingen i Oberstdorf (8,0 poäng efter segrande Aulis Kallakorpi från Finland), nummer 4 hemma i Partenkirchen (12,5 efter Kallakorpi som vann sin andra tävling i rad) och nummer 6 i Innsbruck (13,0 poäng efter Torbjørn Ruste från Norge). Hohenleitner startade inte i avslutningstävlingen i Bischofshofen.
Hohenleitner blev tysk mästare 1953 i Murgtalschanze i Baiersbronn. Han startade i sin sista tävlingsäsong 1957/1958. Sepp Hohenleitner avslutade backhoppskarriären 1958. 